# Luís (prenome)
Luís é um prenome da onomástica da língua portuguesa cuja origem procede do francês antigo Looïs (francês moderno Louis), que por sua vez deriva do prenome germânico de tradição merovíngia Hludwig, latinizado em Clodovicus e, posteriormente, em Ludovicus. A forma germânica Hludwig é composta de hlud, "fama" e wig ("guerra"), o que poderia ser interpretado como "célebre guerreiro" ou "famoso na batalha".
O seu feminino é Luísa.
O prenome "Luís" popularizou-se na Península Ibérica a partir do fim do século XIII em razão do prestígio do rei da França, Luís IX (1214-1270), mais conhecido como "São Luís", canonizado em 1297, cuja festa se celebra no dia 25 de agosto.

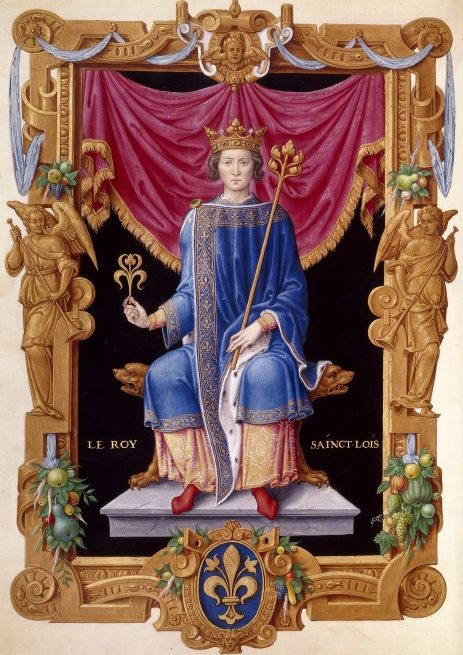
São Luís de França

No total, mais de dezoito reis da França levaram o prenome "Luís" e há mais de vinte santos chamados  "São Luís".
É também muito frequente o emprego de "Luís" em prenomes compostos, como "Luís Henrique", "André Luís", "José Luís", "Luís Carlos", "Luís Paulo", "Luís Inácio", "Luís Pedro", "Luís Fernando", "Luís Filipe", "Luís Antônio" ou "Luís Felipe". Os seus hipocorísticos são também abundantes, como "Luisinho", "Lula", "Lucho", "Lu" etc.
Nota
↑  Também são comuns, especialmente no Brasil, as grafias arcaizantes Luiz e Luiza, que seguem a ortografia arcaica e são, portanto, consideradas incorretas em Portugal.